# Belle Poule (1932)
Pour les autres navires du même nom, voir Belle Poule.
La Belle Poule est une goélette à hunier, appelée aussi goélette paimpolaise. Elle a été construite en 1932 à Fécamp dans les chantiers navals Chantelot et Lemaistre en Seine-Maritime. C'est une réplique des goélettes de Paimpol qui pêchaient la morue au large de l'Islande, d'où également, l'appellation de "goélette islandaise". Elle est la jumelle de l’Étoile.

## Histoire

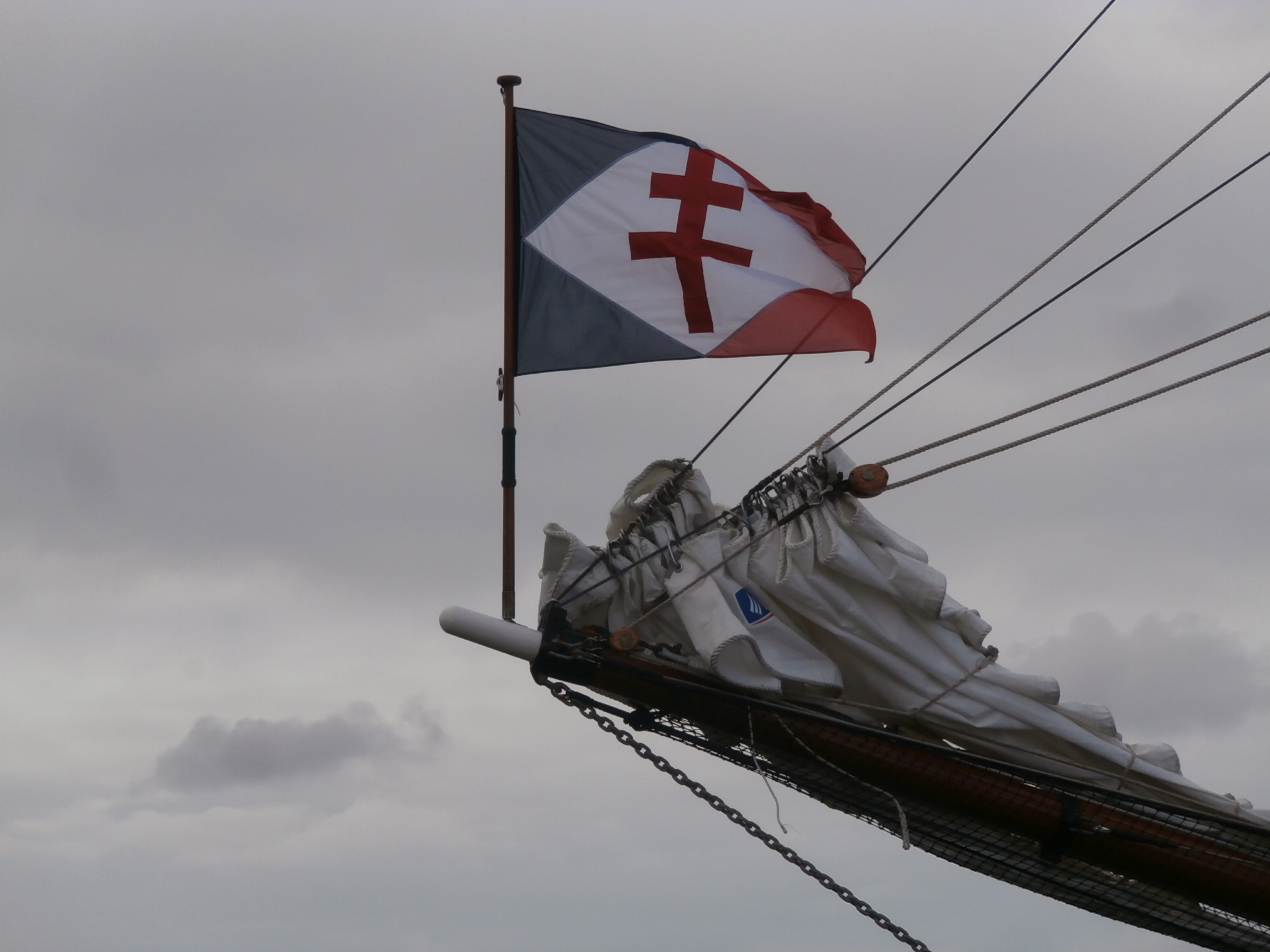
Pavillon de beaupré FNFL

Avec l’Étoile, elle participa à la Seconde Guerre mondiale dans les Forces navales françaises libres et les 2 goélettes arborent légitimement le pavillon de beaupré à la croix de Lorraine des FNFL (d'autres bâtiments de la Marine Nationale arborent aussi ce pavillon de beaupré, mais seulement parce qu'ils reprennent le nom d'un bâtiment ayant appartenu aux FNFL).
Toujours en service, elle sert actuellement à l'entraînement des futurs chefs du quart passerelle de la Marine nationale et participe souvent aux rassemblements de gréements traditionnels, notamment à l'Armada de Rouen en 1989, 1994, 1999, 2003, 2013 et 2019. Un timbre a même été émis à l'occasion de sa participation à l'Armada du siècle en 1999.
En 2018 elle participa à la tall ship regatta en terminant second derrière l’arawak.

## Bâtiments ayant porté le même nom
De plus, elle est l'héritière d'une tradition de frégates de la Marine royale puis Nationale dont le nom serait issu d'un bateau corsaire célèbre sous François Ier, la Belle Paule.
La première fut une frégate de 26 canons, armée en 1765 à Bordeaux, et qui participa au premier combat de la guerre d'indépendance des États-Unis,
La deuxième portait 40 canons et fut construite à Nantes entre 1801 et 1802. Capturée en 1806 par les Anglais, elle fut débaptisée pour servir dans la Home Fleet.
La troisième a été lancée en 1834. Ce fut elle qui ramena les cendres de l'Empereur de Sainte-Hélène en 1840.

## Caractéristiques
- Indicatif visuel : A 650
- Hauteur du grand mât : 21,6 m

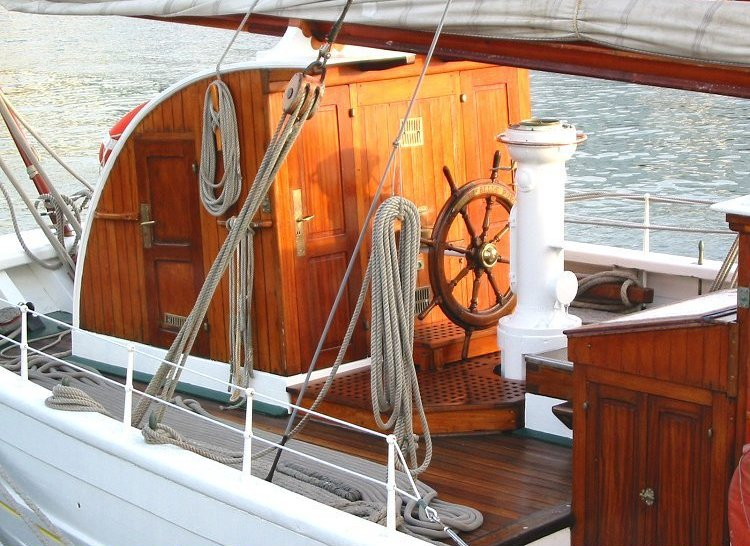
La Belle Poule à quai au port de commerce de Brest (16 mars 2002)

- Coque en bois de chêne doublée de cuivre pour les œuvres vives
- Mâture en pin d'Oregon collé
- Nombre de voiles : 12 (clin foc, grand foc, petit foc, trinquette, misaine, hunier, voile d'étai, grand-voile, flèche, auxquelles s'ajoutent fortune, voile de cape et foc ballon)
- Vitesse maximale sous voiles : 11,5 nœuds par grand vent

## Postérité littéraire

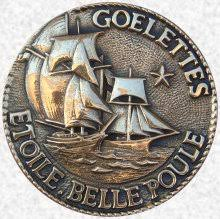

Honoré de Balzac cite la Belle Poule dans Le Bal de Sceaux (1830), Béatrix (1839), Ursule Mirouët (1842). Dans chaque roman, il fait référence au bâtiment d'une époque différente. Par exemple dans Béatrix, il évoque la seconde : « Vous savez que le combat de la Belle-Poule a été si célèbre que les femmes ont porté des bonnets à la Belle-Poule. Madame de Kergarouët est venue la première à l'opéra avec cette coiffure. » Dans Ursule Mirouët, c'est sur la première que l'amiral de Kergarouët accomplit les exploits qui sont racontés à sa petite nièce : « Avec quelle impatience, en quatre-vingt-trois et quatre, attendait-on des nouvelles du camp de Saint-Roch ! J'ai failli partir comme médecin des armées du roi. Votre grand-oncle, qui vit encore, l'amiral Kergarouët a soutenu dans ce temps-là son fameux combat, car il était sur la Belle-Poule. »